# 孙鲁光
孙鲁光（1913年6月—1988年8月11日），原名孙树桂，山东省寿光县孙家集街道三元孙人，大连铁道学院院长兼党委书记，铁道部副部级待遇离休。

## 生平
父亲孙兰圃。家境富裕。为独子。抗战爆发后任平汉铁路邢台站、信阳站站务员。1938年10月抵延安就读于陕北公学，1938年11月加入中国共产党。1939年随抗大一分校赴山东敌后。毕业后任八路军滨海军区政治教员、高干班指导员，政治部宣传股长。
抗战胜利后随八路军山东军区滨海支队派出的东北挺进纵队渡海北上，被派驻梅河口铁路工作，任磐(石)梅(河口)段军事管理局局长兼警护大队长，1946年2月任东满铁路管理局副局长。1946年6月任图们铁路办事处负责人。1946年11月任牡丹江铁路管理局副局长。1948年3月任吉林铁路管理局副局长。辽沈战役前东满大批野战部队和作战物资通过梅河口、四平、郑家屯隐蔽车运到辽西前线，吉林局副局长孙鲁光到梅河口坐镇。1950年1月任吉林铁路管理局局长，1952年2月任中央人民政府铁道部商务局局长，1958年2月任兰州铁路局局长、局党委副书记。1962年2月任大连铁道学院党委书记兼院长。1969年6月任大连铁道学院学院革命委员会副主任。1978年6月5日任沈阳铁路局顾问。1982年12月28日副部级待遇离职休养。